# 毕娄哈
毕娄哈（德語：Arthur Bialucha，1880年6月26日—1947年），德国建筑师，长期在中国青岛市执业，曾参与青岛天主教堂的建设。

## 生平
1880年6月26日，毕娄哈出生于德国上西里西亚法尔肯贝格县阿恩斯多夫（Arnsdorf，今波兰奥波莱省普热恰）。1897至1899年，毕娄哈在卡托维兹的技术学校就读。据青岛行名录记载，毕娄哈1907-1908年在青岛与烟囱清扫工迈尔（O. Meyer）经营运输公司，公司地址在汉堡街（Hamburger Straße，今河南路）柏林街（Berliner Straße，今曲阜路）路口。1910年为泥瓦匠领班，1911年在海因里希·阿伦斯（Heinrich Ahrens）的建筑公司做泥瓦匠领班。此后毕娄哈曾在中国其他城市生活，又于1913-1914年间在青岛大鲍岛开设木材公司。
1914年8月青岛战役爆发后，毕娄哈临时参军，编入胶澳海军炮兵分队（Matrosen-Artillerie-Abteilung Kiautschou）4连，因此同年11月日军占领青岛后成为战俘，关押在福冈战俘营，1916年10月18日迁入大分战俘营，1918年8月25日迁入习志野战俘营。1919年12月被释放后回到德国。
1926年，毕娄哈回到青岛，此后开始建筑师执业生涯。毕娄哈曾承接一系列来自天主教会的工程：1929年为济南方济各会设计圣文德疗养院，1930年为圣言会设计天主堂印书局、东镇天主堂和位于阴岛晓阳村的天主堂，为方济各学校修女会设计圣功女子中学，1931年设计了圣神修女院的增建工程，还曾于1939年（一说1930年）为圣言会设计西镇贵州路天主堂。1931-1934年，毕娄哈参与了青岛天主教堂的设计建造，因原负责工地监理的圣言会士提奥弗鲁斯·克雷曼（Theophorus Kleemann）在开工后不久突然病逝，遂由毕娄哈接替。期间因资金问题，原设计方案经修改继续施工。
除此之外，毕娄哈还设计了数座别墅、住宅，包括太平路13号以及位于八大关别墅区的汇泉路20号、嘉峪关路3号、正阳关路33号、正阳关路7号、黄海路8号、荣成路35号。据记载，1938年后毕娄哈曾经营华东建筑工程事务所（Hua Tung Building Co.），地址位于太平路13号。毕娄哈终生未婚，1947年逝世于青岛。

## 建筑作品及参与工程
以下为毕娄哈所参与的建筑工程的不完全列表，设计师未标明者均为毕娄哈作为设计师参与的建筑工程。
| 名称                 | 年代        | 现地址                 | 图像 | 备注           |
| -------------------- | ----------- | ---------------------- | ---- | -------------- |
| 圣文德疗养院         | 1929年      | 青岛市黄海路8号        |      |                |
| 东镇天主堂           | 1930年      | 青岛市台东二路         |      | 因道路拓宽拆除 |
| 贵州路天主堂         | 1930年      | 青岛市贵州路21号       |      | 1980年拆除     |
| 阴岛晓阳村天主堂     | 1930年      | 青岛市城阳区红岛街道   |      | 具体情况不详   |
| 天主堂印书局         | 1930年      | 青岛市曲阜路浙江路路口 |      | 已不存         |
| 圣功女子中学         | 1931年10月  | 青岛市德县路27号       |      |                |
| 圣神修女院扩建工程   | 1931年      | 青岛市浙江路28号       |      |                |
| 青岛天主教堂         | 1931-1934年 | 青岛市浙江路26号       |      |                |
| 荣成路35号           | 1933年      | 青岛市荣成路35号       |      |                |
| 青岛天主教堂附属建筑 | 1934年3月   | 青岛市浙江路26号       |      |                |
| 励志社招待所旧址     | 1933年      | 青岛市汇泉路20号       |      |                |
| 毕娄哈旧宅           | 1933年      | 青岛市太平路13号       |      |                |
| 毕娄哈别墅           | 1935年      | 青岛市嘉峪关路3号      |      |                |
| 沈鸿烈别墅           | 1935年      | 青岛市正阳关路7号      |      |                |
| 正阳关路33号         | 1941年      | 青岛市正阳关路33号     |      |                |